# Holla, Holla
Holla, Holla to pierwszy singel promujący debiutancki album Ja Rule'a "Venni Vetti Vecci". Wydany 16 marca 1999, później 17 lutego 2003.
B-Sidem jest utwór "It's Murda", na którym gościnnie wystąpili DMX i Ja Rule.
Do "Holla, Holla" nawiązywał, a także użył podkładu, Sticky Fingaz dissując 50 Centa w utworze "Jackin' For Beats".

## Lista utworów

### Wersja z 1999
1. "Holla Holla" (Street Version)
2. "Holla Holla" (Instrumental)
3. "BJ Skit"
4. "It's Murda" (Street Version)
5. "It's Murda" (Instrumental)
6. "Kill 'Em All" (Street Version)

### Wersja z 2003

#### Strona A
1. "Holla Holla" (Radio Edit)
2. "Holla Holla" (Street Version)
3. "Holla Holla" (Instrumental)

#### Strona B
1. "It's Murda" (Radio Edit)
2. "It's Murda" (Street Version)
3. "It's Murda" (Instrumental)
4. "It's Murda" (Acappella)